# Jean-Christian Thibodeau
Pour les articles homonymes, voir Thibodeau.
Jean-Christian Thibodeau est un humoriste Franco-Ontarien. Il a piloté le départ d'un programme d'humour à l'école secondaire d'Embrun et est contenu dans le DVD meilleur des galas Juste pour rire 2005.